# Acide umbilicarique
L'acide umbilicarique est un composé phytochimique produit par plusieurs espèces de lichens. Il tient son nom du genre Umbilicaria (en) où on l'a découvert. C'est un dérivé O-méthylé de l'acide gyrophorique, lui-même le tridepside de l'acide orsellinique (trimère par liaison ester de cet acide-phénol).
L'identification de l'acide umbilicarique peut jouer un rôle important dans l'identification des espèces de lichens.